# فرناندو دي لا سيردا، لورد لارا
فرناندو دي لا سيردا (1322-1275) كان الابن الثاني لـ فرناندو دي لا سيردا، إنفانتي قشتالة وبلانكا الفرنسية.

## النضال من أجل العرش
توفي والده في 1275 قبل الوصول إلى العرش، بذلك اعتبروا هو وأخيه من ورثة العرش، ولكن في 1282 عمه إنفانتي سانشو شكل تحالف من النبلاء ضد اعتلائهم على رأس ورثة العرش، واستطاع السيطرة على المملكة وإزاحة الملك ألفونسو العاشر عن العاصمة الذي توفي في 1284، وبذلك توج سانشو ملكاً.
اعتراف أغلبية النبلاء والمدن القشتالية بسانشو كملك، ومع ذلك أقلية كبيرة عارضت حكمه وأيدت أبناء فرناندو طوال فترة حكمه، كان واحد من قادة المعارضة عمهم الأخر الدون خوان، ومع ذلك تحرك سانشو بسرعة وقام بحبس الدون.

## الأسرة
كان فرناندو متزوجاً من خوانا نونيز دي لارا التي تعرف بـ ليدى لارا، وأنجبت له ثلاث بنات وولد:-
- خوان نونيز دي لارا (1313-1350)، تزوج من ماريا دي هارو.
- بلانش نونيز دي لارا (1311-1347)، متزوجة من خوان مانويل أمير بليانة، [4] وهي والدة خوانا مانويل دي قشتالة قرينة إنريكي الثاني ملك قشتالة ووالدة خوان الأول ملك قشتالة .
- مارغريت نونيز دي لارا، راهبة
- ماريا نونيز دي لارا، تزوجت شارل الثاني من ألونسون ووالدة شارل الثالث من ألونسون.